# Tarabu

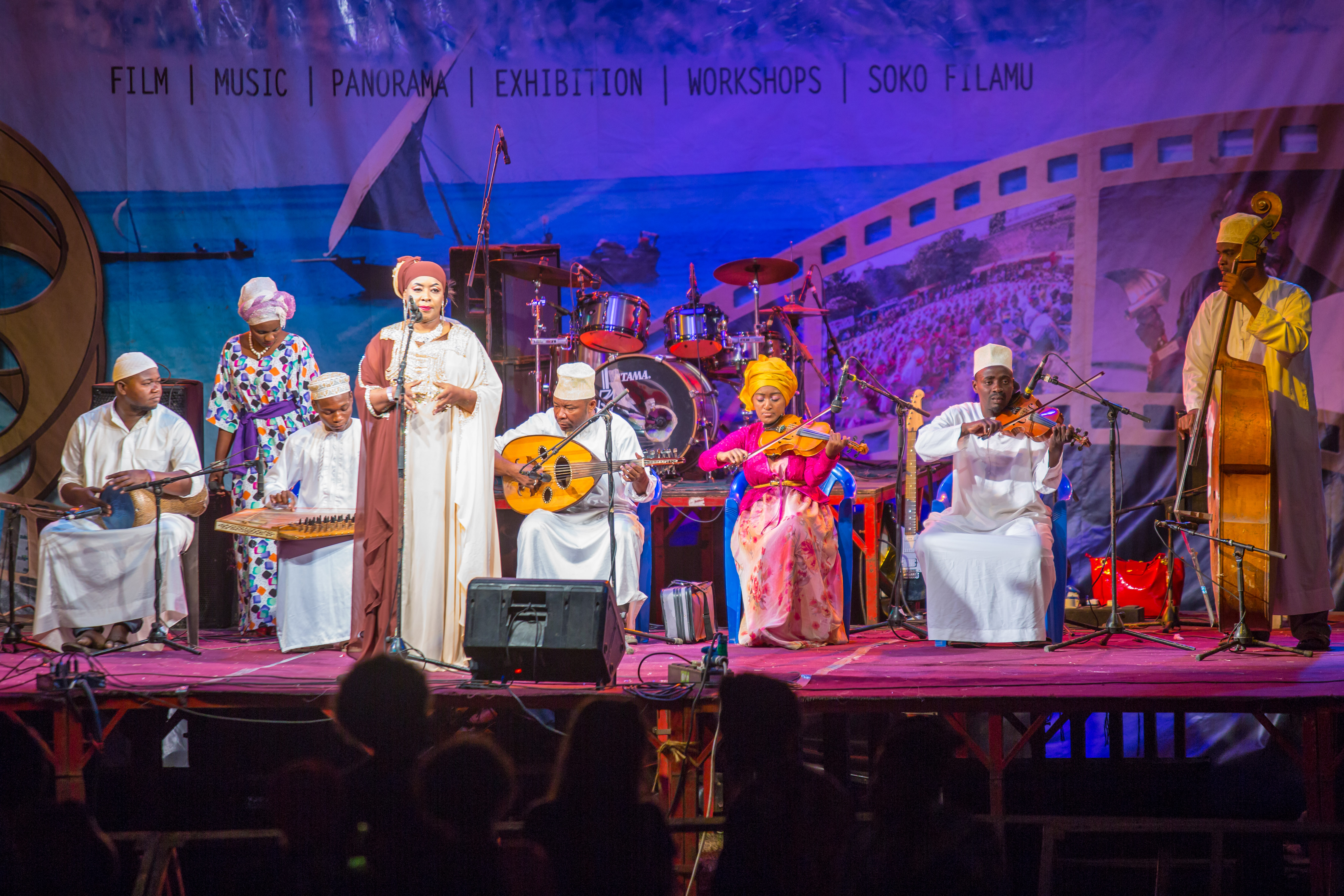
Zespół tarabu z Zanzibaru

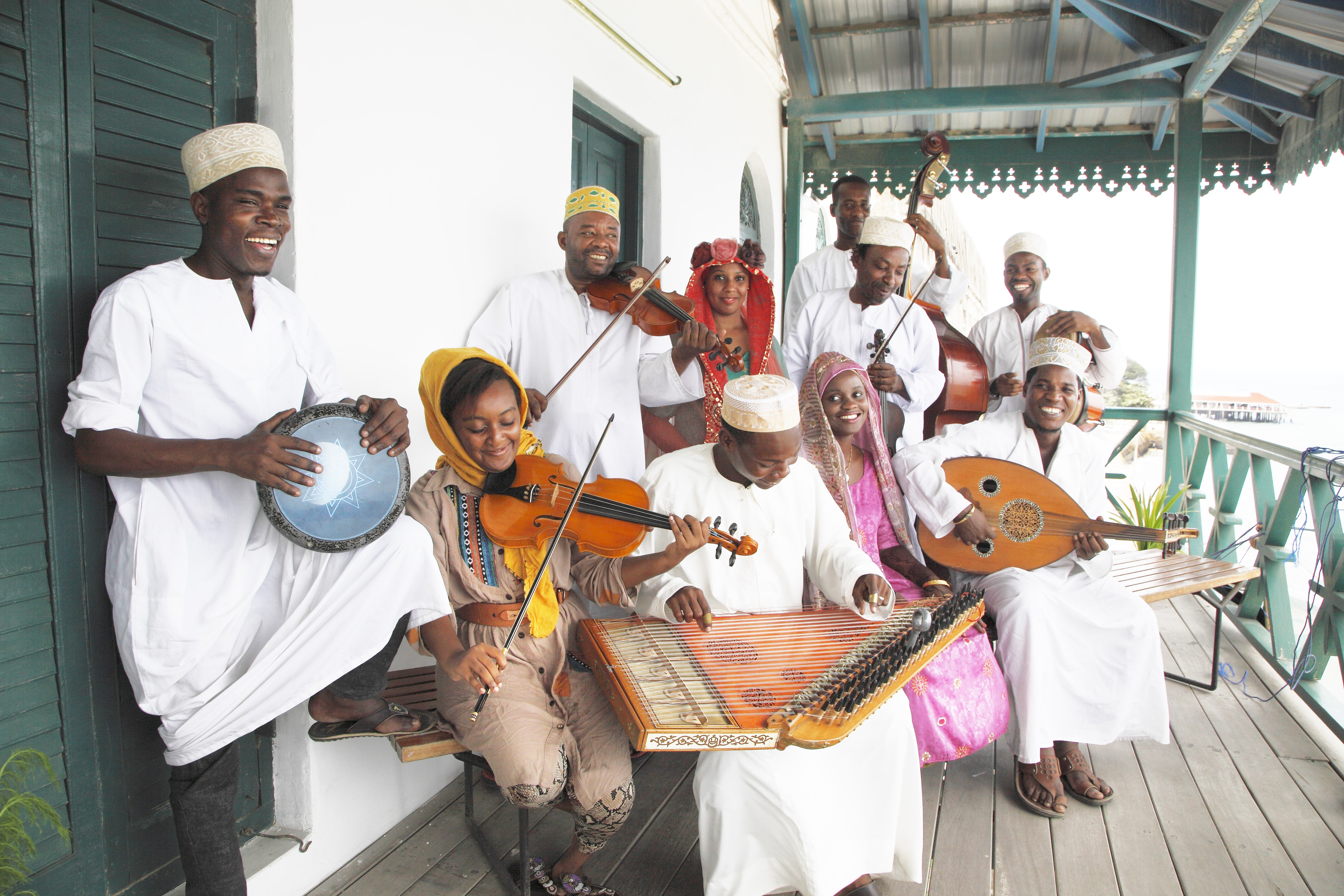
Zespół tarabu z Zanzibaru

Tarabu (tarab, taarab) – gatunek muzyczny tanzańskiej i kenijskiej muzyki popularnej.

## Historia
Pierwotnie była to muzyka zarezerwowana na uroczystości ślubne. Wykształciła się około 1870 roku. Muzyka tarabu jest tworzona przez muzułmańską ludność mówiącą w języku suahili. Na skutek popularności muzycznych filmów egipskich w latach 20. i 30. XX wieku orkiestry przejmowały z nich brzmienie. Wczesne zespoły tarabu używały m.in. arabskiego instrumentu ud oraz skrzypiec. Co najmniej od lat 40. XX wieku tarabu jest wykonywane także w urdu i hindi. Współcześnie tarabu jest grane z wykorzystaniem gitary, mandoliny, instrumentów klawiszowych, shruti boksu, hinduskich lub arabskich bębnów. Przeciętny zespół ma nie mniej niż trzech perkusistów, a używane przez nich instrumenty to głównie darbuka, tabla i rik. Inne używane instrumenty to ney, kanun, taishōgoto, klasyczne europejskie instrumenty smyczkowe. Muzyka tarabu dalej towarzyszy uroczystościom weselnym. 

## Styl
Muzyka tarab dla laickiego słuchacza brzmi bardzo arabsko. Jest to śpiewana poezja – teksty śpiewane w tarabu to wyrafinowana zrytmizowana poezja, a jednym z ważniejszych jej twórców jest Juma Balo. Tematyka tekstów to główne kwestie małżeńskie i romansowe. Partie wokalne oraz instrumentacja noszą ślady wpływów muzyki arabskiej i islamskiej. Rytmika z kolei jest oparta na lokalnej muzyce tanecznej ngoma. Z uwagi na popularność filmów indyjskich na wybrzeżu kenijsko-tanzańskim do tarabu przeniknęły wpływy muzyki Indii. Od lat 40. XX wieku zauważalny jest także wpływ muzyki latynoamerykańskiej, zwłaszcza kubańskiej.

## Wykonawcy
Duży odsetek wykonawczyń tarabu stanowią kobiety. Preferowane są wysokie i czyste kobiece głosy.
Wybrani artyści:
- Black Star[1]
- Bi Kidude[5]
- Malika[1]
- Lucky Star Musical Clubs[1]
- Siti binti Saad(inne języki)[6]
- The Zein Musical Party – orkiestra z Kenii[3]
- Zuhura[1]